# Villa Méridienne
Villa Méridienne är en återvändsgata i Quartier du Parc-de-Montsouris i Paris fjortonde arrondissement. Gatan är uppkallad efter Méridien de Paris. Villa Méridienne börjar vid Avenue René-Coty 53.

## Omgivningar
- Saint-Pierre de Montrouge
- Square du Chanoine-Viollet
- Cité Annibal
- Jardin Henri-et-Achille-Duchêne
- Rue Maurice-Loewy
- Villa Soutine
- Rue Marie-Rose
- Rue de la Tombe-Issoire
- Square Gaston-Baty

## Bilder
| - Gatuskylt. - Saint-Pierre de Montrouge. - Square du Chanoine-Viollet. - Jardin Henri-et-Achille-Duchêne. |

## Kommunikationer
- Tunnelbana – linje  – Alésia
- Busshållplats Alésia – René Coty – Paris bussnät

### Webbkällor
- ”Villa Méridienne”. Mairie de Paris. https://web.archive.org/web/20160303181903/http://www.v2asp.paris.fr/commun/v2asp/v2/nomenclature_voies/Voieactu/6192.nom.htm. Läst 26 december 2023.
- ”Villa Méridienne (14ème arrondissement)”. Les rues de Paris. https://web.archive.org/web/20160409055700/http://www.parisrues.com/rues14/paris-14-villa-meridienne.html. Läst 26 december 2023.